# Rivery
Rivery é uma comuna francesa na região administrativa de Altos da França, no departamento de Somme. Estende-se por uma área de 6.37 km². Em 2010 a comuna tinha 3 610 habitantes (densidade: 566,7 hab./km²).